# تحصیل پیرمحل
تحصیل پیرمحل (به انگلیسی: Pir Mahal Tehsil) یک تحصیل در پاکستان است که در پنجاب واقع شده‌است. تحصیل پیرمحل ۱۴۸ متر بالاتر از سطح دریا واقع شده‌است.